# Capella de Sant Isidor
Sant Isidori és una capella al nucli de Mollerussa (Pla d'Urgell) inclosa en l'Inventari del Patrimoni Arquitectònic de Catalunya.
Es tracta d'una petita església entre mitgeres d'arrel renaixentista com ho explica la porta i una làpida de la primitiva capella. La zona absidal de planta rectangular, sembla inspirar-se de l'arquitectura preromànica. Això és amb una mena d'arc triomfal o escenari teatral aixecat considerablement respecte al sòl de la nau constituït per una triple arcada (recorda la iconòstasi preromànica), separat per tant la zona cultual de la nau. A l'arcada del mig hi ha la imatge venerada de Sant Isidor, d'alabastre. És una escultura del segle xvii, destruïda a la Guerra Civil Espanyola i restaurada posteriorment. Un tram d'escales laterals facilita l'accés i la circulació entrant l'espai del sant patró.
La primera reforma es va realitzar el 1795, any en què també es va ampliar. L'any 1967, el rector de la població, Mn. Xavier Claramunt, es dirigí als ciutadans de la població per saber la seva opinió respecte a la capella. Estava en molt mal estat i calia restaurar-la (1936, incendi capella i destrucció imatge titular) si es volia continuar el seu culte. L'Ajuntament, en cas contrari, la volia destinar a centre cultural i biblioteca popular. S'optà per la restauració. L'any 1976, recentment restaurada, s'hi traslladà la imatge de Sant Isidori.

## Descripció
Damunt la porta hi ha col·locada una làpida del segle xviii on hi diu textualment " el eminentísimo senyor cardenal Aldobrandini concede cien días de indulgencia rezando un Pater Noster y Ave María delante de esta imagen de san Isidoro mártir. A 22 de mayo de 1731". Es refereix al cardenal Alessandro Aldobrandini, nunci del Papa entre 1720 i 1731. La imatge d'alabastre de sant Isidori, d'estil renaixentista, segons la tradició va ser portada de Venècia per un soldat mollerussenc. Destruïda l'any 1936, va ser restaurada a partir dels trossos originals l'any 1977. La Capella de Sant Isidori està ubicada a la Plaça major no té data de construcció exacta i aixecada, per voluntat popular, per regraciament d'algun fet remarcable de la població.la seva ubicació era fora de l'emmurallat defensiu de població.

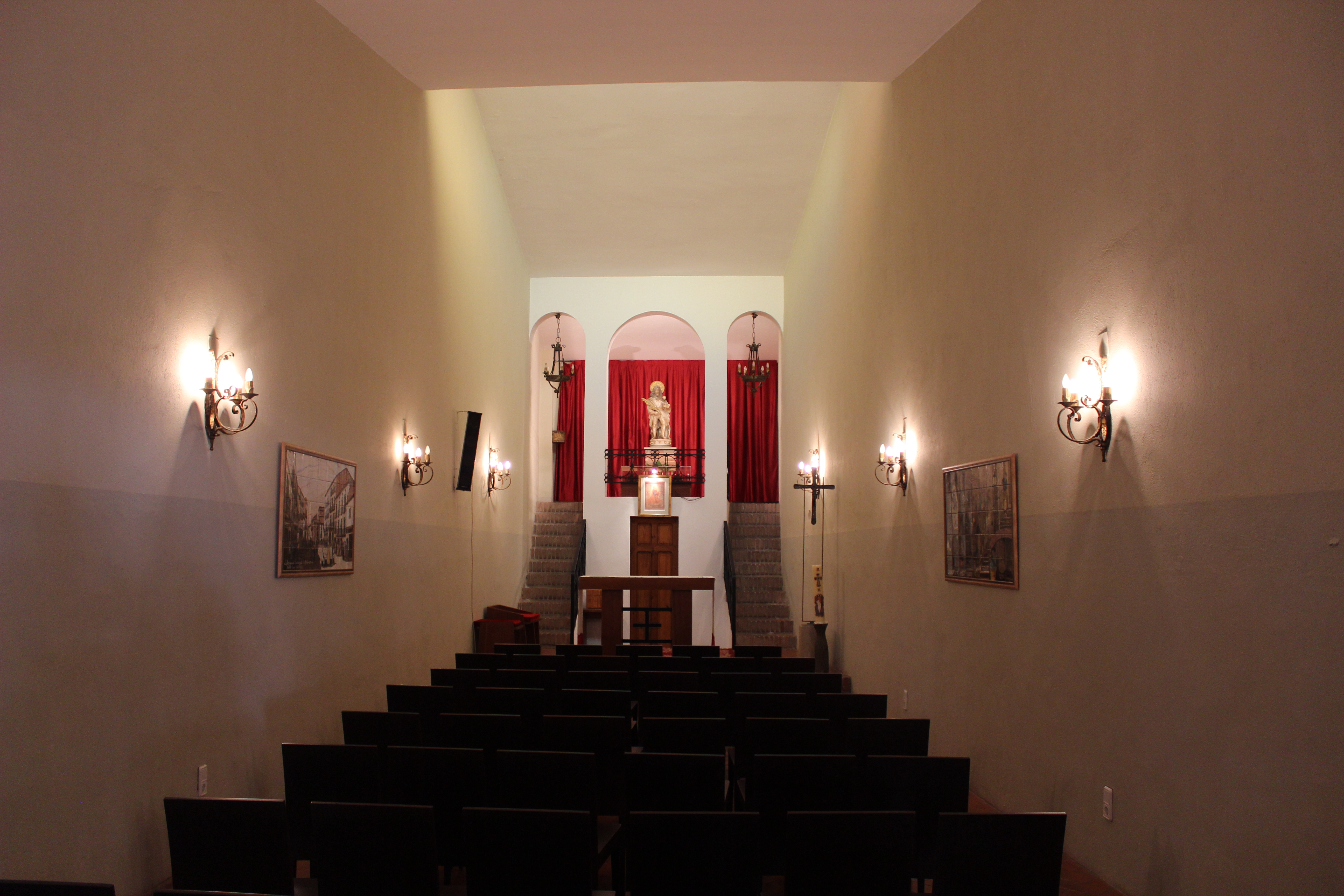
Interior Capella de Sant Isidori

Més amunt de la façana, de pedra picada, hi ha una paret moderna, que ha substituït l'antiga, on hi ha un òcul (forat a manera de finestra o obertura per a l'entrada de la llum). Més amunt de l' òcul hi ha unes rajoles enganxades a la paret, en les que hi està dibuixat el sant capitular, es tracta d'una obra moderna, concretament dels anys vuitanta i feta per la senyora Prenafeta de Mollerussa. està orientada cap a nord-oest.

### Campanar

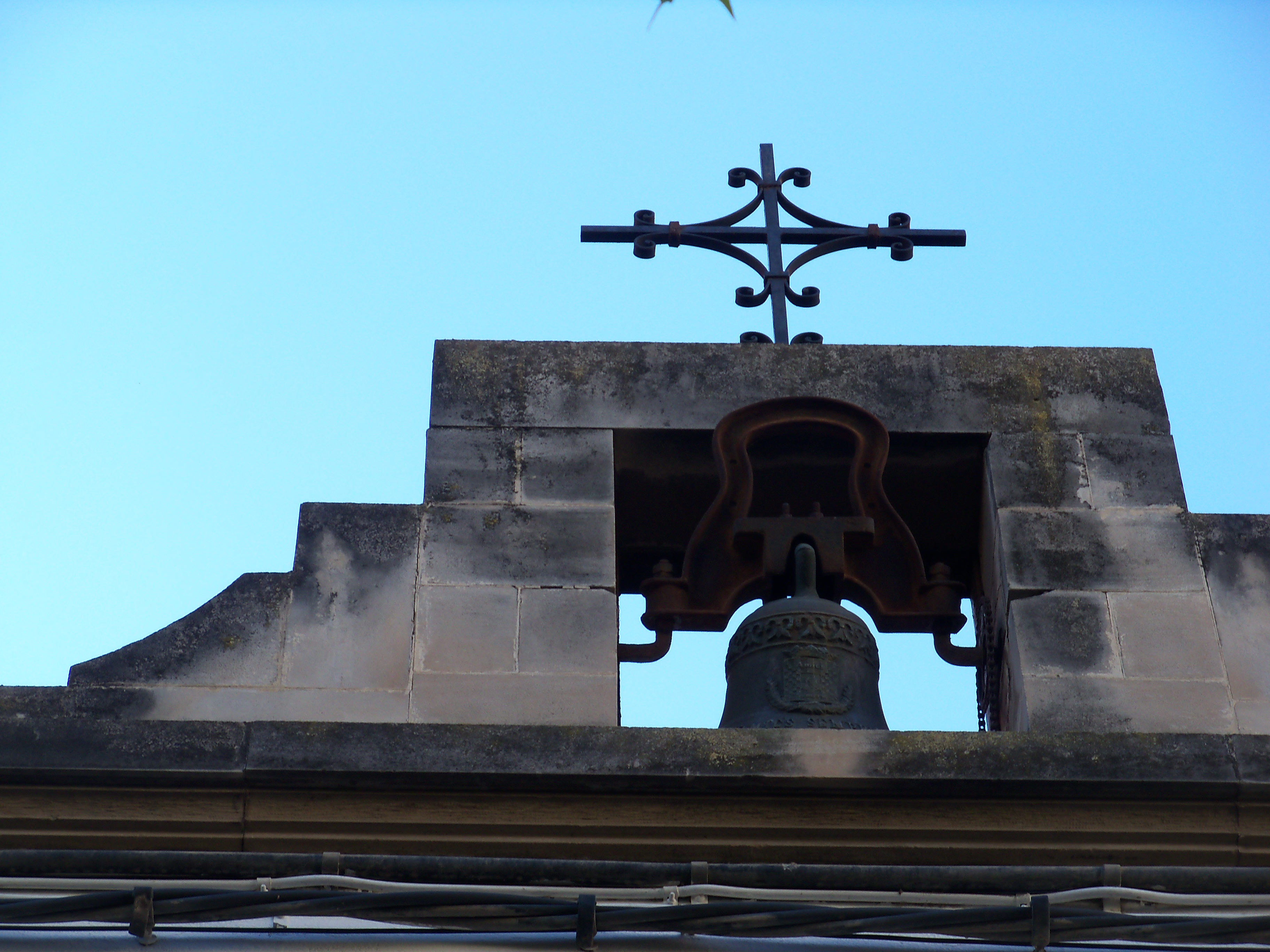
Campana de la Capella de Sant Isidori

La campana porta gravada la inscripció "amics per sempre", en record a l'aportació econòmica d'un grup de nois exalumnes del Col·legi dels Germans de les Escoles Cristianes La Salle. Al centre hi ha un medalló amb l'escut de Sant Isidori. La campana es fa toca elèctricament. L'alçària de la capella culmina amb una campana d'espadanya i de moderna construcció que substitueix a l'antiga. La campana pesa 30 kg., el jou 14 kg., el batall 1,5 kg. La fosa de la campana és Casa Barberí d'Olot.

### Interior

Sant de la Capella de Sant Isidori

Amb volta d'absis sostinguda per petxines. El retaule, d'estil barroc, fou malmès en els inicis de la Guerra Civil.A l'interior de la capella hi ha alguns elements que mereixen ésser mencionats, tots ells de construcció moderna.
Tenim la creu de sant Isidori. Es tracta d'un Santcrist actual ben dissenyat i forjat pel Sr. Castellana de Tàrrega, que penjava davant de l'altra suspès per un invisible fil de niló. Un dia les dones que es cuiden de la capella van veure com es despenjava el Santcrist i com va parar a terra. El fil de niló s'havia trencat. L'any 1990, la Comissió d'Art de la Parròquia estudiava la manera de retornar artísticament el Santcrist a la capella. Aleshores es decidí fer-ne el següent suport, de fet es tracta d'una obra menor i hi participaren diferents artistes. Es tracta de una base de pedra de 4 cares i un dibuix de baix relleu cisellat a cada una de les cares.
De la base en surt una “U”, que aguanta el Santcrist. A cada cara de la pedra hi ha un dibuix, es tracten de dibuixos evocadores de les realitats de Sant Isidori i Mollerussa. L’espasa, la cuirassa i la creu, representen el martiri. La casa significa la capella del sant tal com està representat en l'escut de Mollerussa. La poma i la pera, són els fruits dels nostres camps. I el rec d'aigua, amb arbres a la riba, representa el Canal d'Urgell. Un altre element és l'altar, de fusta i formes i maneres senzilles. A darrere de l'altar i sota del cambril, hi ha un petit espai, per on s'hi entra per una porta de fusta.
Un cop dins de la capella, veiem que a banda i banda de l'entrada, existeixen unes mènsules de pedra, clavades a la paret i que la seva funcionalitat ens és desconeguda, encara que es podria deure a la ubicació d'un sant. Les seves mides són de 15,4 cm. De llarg x 10 cm d'ample. Tots els altres elements de la capella, parets, sostre, altar. són d' elaboració moderna. Als fons de la capella existeixen unes escales que porten a un cambril, en què hi ha situada la imatge de Sant Isidori, dalt d ’una peanya

## Història

### Origen
L'origen de la capella es pot situar al segle xvi i d'aquella època és la porta d'entrada, coronada amb un guardapols conopial de tradició gòtic-renaixentista. La resta és fruit d'una reconstrucció moderna. Com a dada històrica se sap que el 7 de setembre de 1646 la propietària Maria d'Olzinelles, vídua de Joan Bautista de la Capella de Sant Isidori. Aquesta capella està feta en honor de Sant Isidori de Kios, soldat màrtir, que seria escollit com a patró de Mollerussa. L'estructura de Sant Isidori, datada entre els segles XV-XVI fou destruïda l'any 1936 i recomposta més tard amb l'afegit de la palma de martiri.

### Indulgències de 1731
En la façana de la capella de Sant Isidori a Mollerussa, hi ha damunt de l'entrada una estela on hi posa el següent: "EL EM(inen)TE Y CARDENAL ALDOBRANDINI/CONCEDE(io) CIEN DIAS DE YNDULGENCIA/REZANDO VN PATER NOSTER Y AVER MARIA/ DELANT(e) DE ESTA YMAGEN DE S(a)N/ ISIDORO MARTIR A 22 DE MAIO DE 1731.”.
Les indulgències consistien en la remissió atorgada per l'església Catòlica de les penes temporals degudes pels pecats.[2] Aleshores, si l'atorgant d'aquestes indulgències era el Cardenal Aldobrandini (la biografia del qual detallaré més avall) per aquella època nunci del Vaticà davant d'Espanya, cal esbrinar quin era el motiu pel qual es van atorgar. Des d'aquí he de corregir un error que vaig fer en el meu primer llibre, en què anomeno Albareda i el relaciono amb la treta de 1793, ambdues coses (Albareda enlloc d' Aldobrandini i la seva relació amb la treta del 1793) són incorreccions meves
Mn. Ramon Barniol, l'any 1993 pensa que Alexandre Aldobrandini, per haver estat bisbe de Rodes, illa propera a Quios que va ser el lloc de martiri del sant, i nunci del Vaticà a Venècia –on hi ha la tomba del sant- podria ser que el Cardenal hagués vingut a Mollerussa per motius del parentiu isidorià i aprofitant el camí reial de Madrid cap a Barcelona per embarcar cap a Roma.
El que sí que és segur és que les indulgències, fossin demanades per qui fossin demandes (autoritats municipals, autoritats eclesiàstiques) qui les va demanar va intentar que Mollerussa fos un lloc d'atracció religiós del culte isidorià, que no va acabar de quallar.
Respecte a aquest enigma de les indulgències concedides pel Cardenal Aldobrandini, he interrogat al mateix Vaticà, però ni m’ han contestat. He demanat intercessió a certes autoritats diplomàtiques però no m’ han donat més que excuses i és evident que es tracta d'un enigma difícil de resoldre, no pas perquè aquest sigui difícil, sinó més que res més per motius burocràtics i de protocol del Vaticà, en els arxius dels quals segur que la solució d'aquest problema.